# Divízió I 2012
La Divízió I 2012 è la 6ª edizione del campionato di football americano di secondo livello, organizzato dalla MAFSZ.

## Squadre partecipanti
| Club                  | Città       | Stadio | Sponsor ufficiale | Risultato nella stagione 2011 |
| --------------------- | ----------- | ------ | ----------------- | ----------------------------- |
| Békéscsaba Raptors    | Békéscsaba  |        |                   |                               |
| Budapest Titans       | Budapest    |        |                   |                               |
| Dunaújváros Gorillaz  | Dunaújváros |        |                   |                               |
| Eger Heroes           | Eger        |        |                   |                               |
| Jászberény Wolverines | Jászberény  |        |                   |                               |
| Szolnok Soldiers      | Szolnok     |        |                   |                               |

## Stagione regolare

### Calendario

#### 1ª giornata
| 25 marzo 2012 | Jászberény Wolverines | 0 – 10 | Szolnok Soldiers |  |

| 25 marzo 2012 | Budapest Titans | 27 – 7 | Békéscsaba Raptors |  |

#### 2ª giornata
| 31 marzo 2012 | Eger Heroes | 20 – 21 | Dunaújváros Gorillaz |  |

#### 3ª giornata
| 8 aprile 2012 | Békéscsaba Raptors | 14 – 7 | Jászberény Wolverines |  |

#### 4ª giornata
| 15 aprile 2012 | Szolnok Soldiers | 6 – 25 | Eger Heroes |  |

| 15 aprile 2012 | Dunaújváros Gorillaz | 40 – 23 | Budapest Titans |  |

#### 5ª giornata
| 29 aprile 2012 | Budapest Titans | 39 – 0 | Szolnok Soldiers |  |

#### 6ª giornata
| 6 maggio 2012 | Békéscsaba Raptors | 20 – 25 | Dunaújváros Gorillaz |  |

| 6 maggio 2012 | Jászberény Wolverines | 21 – 18 | Eger Heroes |  |

#### 7ª giornata
| 19 maggio 2012 | Dunaújváros Gorillaz | 27 – 6 | Jászberény Wolverines |  |

| 20 maggio 2012 | Szolnok Soldiers | 3 – 23 | Békéscsaba Raptors |  |

| 20 maggio 2012 | Eger Heroes | 7 – 25 | Budapest Titans |  |

#### 8ª giornata
| 3 giugno 2012 | Dunaújváros Gorillaz | 31 – 9 | Szolnok Soldiers |  |

#### 9ª giornata
| 10 giugno 2012 | Jászberény Wolverines | 6 – 19 | Budapest Titans |  |

| 10 giugno 2012 | Békéscsaba Raptors | 31 – 0 | Eger Heroes |  |

### Classifica
La classifica della regular season è la seguente:
- PCT = percentuale di vittorie, G = partite giocate, V = partite vinte,  P = partite perse, PF = punti fatti, PS = punti subiti

| Pos. | Squadra               | PCT   | G | V | N | P | PF  | PS  |
| ---- | --------------------- | ----- | - | - | - | - | --- | --- |
| 1    | Dunaújváros Gorillaz  | 1.000 | 5 | 5 | 0 | 0 | 144 | 78  |
| 2    | Budapest Titans       | .800  | 5 | 4 | 0 | 1 | 133 | 60  |
| 3    | Békéscsaba Raptors    | .600  | 5 | 3 | 0 | 2 | 95  | 62  |
| 4    | Eger Heroes           | .200  | 5 | 1 | 0 | 4 | 70  | 104 |
| 5    | Jászberény Wolverines | .200  | 5 | 1 | 0 | 4 | 42  | 88  |
| 6    | Szolnok Soldiers      | .200  | 5 | 1 | 0 | 4 | 28  | 118 |

## Playoff

### Tabellone
|  | Semifinali | Semifinali           | Semifinali |                    |   | VI Pannon Bowl       | VI Pannon Bowl | VI Pannon Bowl |  |
|  |            |                      |            |                    |   |                      |                |                |  |
|  | 1          | Dunaújváros Gorillaz | 42         |                    |   |                      |                |                |  |
|  | 1          | Dunaújváros Gorillaz | 42         |                    |   |                      |                |                |  |
|  | 4          | Eger Heroes          | 12         |                    |   |                      |                |                |  |
|  | 4          | Eger Heroes          | 12         |                    | 1 | Dunaújváros Gorillaz | 34             |                |  |
|  |            |                      |            |                    | 1 | Dunaújváros Gorillaz | 34             |                |  |
|  |            |                      | 3          | Békéscsaba Raptors | 3 |                      |                |                |  |
|  | 2          | Budapest Titans      | 3          | Békéscsaba Raptors | 3 | 20                   |                |                |  |
|  | 2          | Budapest Titans      |            |                    |   |                      |                |                |  |
|  | 3          | Békéscsaba Raptors   | 30         |                    |   |                      |                |                |  |

### Semifinali
| 1º luglio 2012 | Dunaújváros Gorillaz | 42 – 12 | Eger Heroes |  |

| 1º luglio 2012 | Budapest Titans | 20 – 30 | Békéscsaba Raptors |  |

### VI Pannon Bowl
| 14 luglio 2012 | Dunaújváros Gorillaz | 34 – 3 | Békéscsaba Raptors |  |

## Verdetti
- Dunaújváros Gorillaz Vincitori della Divízió I 2012